# كوليت روسامبيرت
كوليت روسامبيرت (بالفرنسية: Colette Rosambert)‏ هي لاعبة كرة مضرب فرنسية. هي إحدى بطلات الجراند سلام. فازت بالبطولة الفرنسية للزوجي في سنة 1934 مع جان بورترا.

## بطولات حققتها
- دورة رولان غاروس الدولية

## النهائيات

### الزوجي
| النتيجة | السنة | البطولة          | الشريك                     | المنافس في النهائي | النتيجة في النهائي |
| ------- | ----- | ---------------- | -------------------------- | ------------------ | ------------------ |
| الوصافة | 1933  | البطولة الفرنسية | سيموني ماثيو إليزابيث ريان | سيلفي جونغ هنروتين | 6–1 6–3            |

### الزوجي المختلط
| النتيجة | السنة | البطولة          | الشريك     | المنافس في النهائي         | النتيجة في النهائي |
| ------- | ----- | ---------------- | ---------- | -------------------------- | ------------------ |
| الفوز   | 1934  | البطولة الفرنسية | جان بورترا | إليزابيث ريان أدريان كويست | 6–2, 6–4           |